# Noram Cup w biegach narciarskich 2011/2012
Noram Cup w biegach narciarskich 2011/2012 to kolejna edycja tego cyklu zawodów. Rywalizacja rozpoczęła się 10 grudnia 2011 w kanadyjskim Sovereign Lake, a zakończyła 12 lutego 2012 w kanadyjskim Parc National du Mont-Orford.
Obrończynią tytułu wśród kobiet była Kanadyjka Perianne Jones, a wśród mężczyzn Kanadyjczyk Graham Nishikawa.

## Kobiety

### Kalendarz i wyniki
| Lp  | Data                             | Miejscowość                      | Dystans                          | 1. miejsce       | 2. miejsce       | 3. miejsce       |
| --- | -------------------------------- | -------------------------------- | -------------------------------- | ---------------- | ---------------- | ---------------- |
| 1.  | 10 grudnia 2011                  | Sovereign Lake                   | Sprint s. klasyczny              | Jessica Diggins  | Alysson Marshall | Andrea Dupont    |
| 2.  | 11 grudnia 2011                  | Sovereign Lake                   | 10 km s. klasyczny               | Jessica Diggins  | Kate Fitzgerald  | Caitlin Gregg    |
| 3.  | 17 grudnia 2011                  | Black Jack Ski Club              | Sprint s. dowolnym               | Jessica Diggins  | Alysson Marshall | Jennie Bender    |
| 4.  | 18 grudnia 2011                  | Black Jack Ski Club              | 10 km s. dowolny                 | Jessica Diggins  | Alysson Marshall | Jennie Bender    |
| 5.  | 12 stycznia 2012                 | Whistler Olympic Park            | 7,5+7,5 km bieg łączony          | Emily Nishikawa  | Alysson Marshall | Alana Thomas     |
| 6.  | 14 stycznia 2012                 | Whistler Olympic Park            | Sprint s. dowolnym               | Heidi Widmer     | Alysson Marshall | Marlis Kromm     |
| 7.  | 15 stycznia 2012                 | Whistler Olympic Park            | 10 km s. klasyczny               | Emily Nishikawa  | Amanda Ammar     | Zoe Roy          |
| 8.  | 20 stycznia 2012                 | Canmore                          | 5 km s. klasyczny                | Emily Nishikawa  | Alana Thomas     | Alysson Marshall |
| 9.  | 21 stycznia 2012                 | Canmore                          | Sprint s. dowolnym               | Alysson Marshall | Heidi Widmer     | Marlis Kromm     |
| 10. | 22 stycznia 2012                 | Canmore                          | 10 km s. dowolny                 | Emily Nishikawa  | Zoe Roy          | Pauline Caprini  |
| 11. | 3 lutego 2012                    | Nakkertok Ski Club               | Sprint s. dowolny                | Alysson Marshall | Emily Nishikawa  | Andrea Dupont    |
| 12. | 4 lutego 2012                    | Nakkertok Ski Club               | 10 km s. dowolny                 | Emily Nishikawa  | Alysson Marshall | Amanda Ammar     |
| 13. | 5 lutego 2012                    | Nakkertok Ski Club               | 15 km s. klasyczny               | Brittany Webster | Alysson Marshall | Kate Brennan     |
| 14. | 11 lutego 2012                   | Parc National du Mont-Orford     | 5 km s. klasyczny                | Kate Brennan     | Andrea Dupont    | Amanda Ammar     |
| 15. | 12 lutego 2012                   | Parc National du Mont-Orford     | 15 km s. dowolny                 | Andrea Lee       | Kate Brennan     | Amanda Ammar     |
|     | Noram Cup – klasyfikacja końcowa | Noram Cup – klasyfikacja końcowa | Noram Cup – klasyfikacja końcowa | Alysson Marshall | Emily Nishikawa  | Kate Brennan     |

### Klasyfikacja
| Lp. | Zawodnik         | Punkty |
| --- | ---------------- | ------ |
| 1.  | Alysson Marshall | 1080   |
| 2.  | Emily Nishikawa  | 1060   |
| 3.  | Kate Brennan     | 611    |
| 4.  | Amanda Ammar     | 590    |
| 5.  | Andrea Dupont    | 513    |
| 6.  | Andrea Lee       | 494    |
| 7.  | Marlis Kromm     | 421    |
| 8.  | Jessica Diggins  | 400    |
| 9.  | Heidi Widmer     | 388    |
| 10. | Heather Mehain   | 377    |

## Mężczyźni

### Kalendarz i wyniki
| Lp  | Data                             | Miejscowość                      | Dystans                          | 1. miejsce       | 2. miejsce       | 3. miejsce       |
| --- | -------------------------------- | -------------------------------- | -------------------------------- | ---------------- | ---------------- | ---------------- |
| 1.  | 10 grudnia 2011                  | Sovereign Lake                   | Sprint s. klasyczny              | Michael Sinnott  | Brent McMurtry   | Erik Bjornsen    |
| 2.  | 11 grudnia 2011                  | Sovereign Lake                   | 15 km s. klasyczny               | Kevin Sandau     | Brent McMurtry   | Karl Nygren      |
| 3.  | 17 grudnia 2011                  | Black Jack Ski Club              | Sprint s. dowolnym               | Jesse Cockney    | Brent McMurtry   | Kevin Sandau     |
| 4.  | 18 grudnia 2011                  | Black Jack Ski Club              | 15 km s. dowolny                 | Kevin Sandau     | Brent McMurtry   | Graeme Killick   |
| 5.  | 12 stycznia 2012                 | Whistler Olympic Park            | 15+15 km łączony                 | Kevin Sandau     | Brent McMurtry   | Graham Nishikawa |
| 6.  | 14 stycznia 2012                 | Whistler Olympic Park            | Sprint s. dowolnym               | Philip Widmer    | Graham Nishikawa | Jesse Cockney    |
| 7.  | 15 stycznia 2012                 | Whistler Olympic Park            | 15 km s. klasyczny               | Brent McMurtry   | Kevin Sandau     | David Greer      |
| 8.  | 20 stycznia 2012                 | Canmore                          | 10 km s. klasyczny               | Brent McMurtry   | Kevin Sandau     | Erik Carleton    |
| 9.  | 21 stycznia 2012                 | Canmore                          | Sprint s. dowolnym               | Jesse Cockney    | Philip Widmer    | Brent McMurtry   |
| 10. | 22 stycznia 2012                 | Canmore                          | 15 km s. dowolny                 | Graham Nishikawa | Ivan Babikov     | Michael Somppi   |
| 11. | 3 lutego 2012                    | Nakkertok Ski Club               | Sprint s. dowolny                | Jesse Cockney    | Brent McMurtry   | Harry Seaton     |
| 12. | 4 lutego 2012                    | Nakkertok Ski Club               | 15 km s. dowolny                 | Graeme Killick   | Kevin Sandau     | Pate Neumann     |
| 13. | 5 lutego 2012                    | Nakkertok Ski Club               | 30 km s. klasyczny               | Brent McMurtry   | Kevin Sandau     | Graeme Killick   |
| 14. | 11 lutego 2012                   | Parc National du Mont-Orford     | 10 km s. klasyczny               | Brent McMurtry   | Drew Goldsack    | Gerard Garnier   |
| 15. | 12 lutego 2012                   | Parc National du Mont-Orford     | 20 km s. dowolny                 | Kevin Sandau     | Pate Neumann     | Brent McMurtry   |
|     | Noram Cup – klasyfikacja końcowa | Noram Cup – klasyfikacja końcowa | Noram Cup – klasyfikacja końcowa | Kevin Sandau     | Brent McMurtry   | Jesse Cockney    |

### Klasyfikacja
| Lp. | Zawodnik         | Punkty |
| --- | ---------------- | ------ |
| 1.  | Kevin Sandau     | 1080   |
| 2.  | Brent McMurtry   | 960    |
| 3.  | Jesse Cockney    | 689    |
| 4.  | Graham Nishikawa | 651    |
| 5.  | Graeme Killick   | 650    |
| 6.  | Erik Carleton    | 512    |
| 7.  | Pate Neumann     | 499    |
| 8.  | David Greer      | 461    |
| 9.  | Michael Somppi   | 460    |
| 10. | Philip Widmer    | 411    |